# Gildo Cunha do Nascimento
Gildo Cunha do Nascimento, mais conhecido como Gildo, (Ribeirão, 13 de novembro de 1939 — São Paulo, 2 de agosto de 2019) foi um futebolista brasileiro, que atuava como atacante.

## Carreira
Gildo começou a carreira no futebol jogando pelo Santa Cruz, lá chamou a atenção de três grandes clubes, que, em 1960, disputaram sua contratacão: o Fluminense, o Santos e o Palmeiras. Quase chegou a jogar pelo tricolor carioca, mas ao descobrir seu salário (menor do que ganhava no Santa Cruz) desistiu do negócio.
No ano seguinte, foi contratado pelo Palmeiras, onde viveu sua melhor fase na carreira, conquistando um campeonato paulista sobre o Santos de Pelé, um Torneio Rio-São Paulo e o Campeonato Brasileiro de 1967 (Gildo não participou da conquista da Taça Brasil do mesmo ano). Ele ainda foi o autor do primeiro gol do Palmeiras na Copa Libertadores, em uma vitória por 2 a 0 sobre o Independiente, na Libertadores de 1961, edição em que o Palmeiras foi vice-campeão.
Em 1966, ele teve uma rápida passagem pelo Flamengo, onde jogou apenas 12 partidas, retornando ao Palmeiras no ano seguinte. Em 1968, Gildo foi para o Atlético-PR, clube em que encerrou a carreira e jogou com outros grandes craques como Bellini e o antigo companheiro de Palmeiras, Djalma Santos.

### Gol mais rápido do mundo
No dia 7 de março de 1965, em uma partida contra o Vasco, válida pelo Torneio Rio-São Paulo e terminada em 4 a 1 para o Verdão, Gildo marcou o que foi considerado, na época, o gol mais rápido da história do futebol, e que até hoje é o gol mais rápido da história do Palmeiras e do Estádio do Maracanã. O lance era uma jogada ensaiada do treinador Filpo Nuñez, em que, ao dar a saída, a bola era passada para Djalma Santos, que fazia um lançamento para aproveitar a velocidade de Gildo. Não se sabe o tempo exato em que o gol foi marcado, com jornais da época variando entre os 7 e os 10 segundos de partida.

## Morte
Gildo faleceu no dia 2 de agosto de 2019, em São Paulo, aos 79 anos.

## Títulos
Palmeiras
- Campeonato Brasileiro: 1967
- Torneio Rio-São Paulo: 1965
- Campeonato Paulista: 1963

Atlético Paranaense
- Campeonato Paranaense: 1970